# André Chédeville
Pour les articles homonymes, voir Chédeville.
André Chédeville, né le 10 juillet 1935 à Paris et mort le 12 juin 2010 à Rennes,, est un historien français, spécialiste de la France médiévale, notamment du Maine et du Pays chartrain, et de la Bretagne ducale.

## Biographie
Né à Paris dans le XIVe arrondissement, André Chédeville arrive à Nantes en juin 1940, à l'âge de cinq ans. Il y effectue ses études secondaires au Lycée Clemenceau, puis ses études supérieures d'histoire à Nantes et à Rennes, où il travaille sous la direction de Raymonde Foreville. En 1956, il obtient son D.E.S. (diplôme d'études supérieures, dénommé ensuite maîtrise) avec un travail sur « L'abbaye de Saint-Vincent du Mans du XIe au XIIIe siècle ». Il prépare l'agrégation à l'université de Rennes en 1956-1957. Il est reçu à l'agrégation d'histoire en 1957.
Le 15 mars 1959, il se marie avec Marie-Thérèse Corlay à Guingamp. André Chédeville a accompli son service militaire d'août 1960 à septembre 1962.

## Carrière universitaire

### Professeur en lycée
André Chédeville est nommé au lycée de Saint-Brieuc en 1957 puis en 1958 au lycée de Rennes.

### Universitaire
Il devient chargé de cours à la Faculté des Lettres de l’université de Rennes en histoire médiévale à partir de 1958. Assistant puis maître-assistant (1964-1967), chargé d'enseignement (1967-1973), professeur d'histoire médiévale (1973-1996). Professeur émérite en 1996. André Chédeville part en retraite en 1995.

## Distinctions
André Chédeville a été distingué par l'Institut culturel de Bretagne pour son œuvre en faveur de la Bretagne en recevant en 2010 le collier de l'ordre de l'Hermine.

## Publications

### Ouvrages
- Histoire des villes en France, de la fin de l'Empire romain au milieu du XIIIe siècle
- Histoire de la Bretagne, des origines à 1213, Ouest France, 1997, coll. Histoire des provinces  (ISBN 2737318866)
- Chartres et ses campagnes (XIe-XIIIes), Klincksieck, 1973, Paris  (ISBN 2-7089-8212-5), 2007.

- Prix Gobert 1974 de l’Académie des inscriptions et belles-lettres.
- Histoire de Chartres et du pays chartrain, Privat,  (ISBN 2708982125).

- Prix Toutain 1984 de l'Académie française.
- Chartres et ses campagnes au Moyen Âge : XIe au XIIIe siècles, Paris : Garnier, 1999 (réédition ; 1re édition 1992),  (ISBN 2908974037), 41 p
- La France au Moyen Âge, PUF, coll. « Que sais-je ? », 2004
- Histoire de la Bretagne, PUF, coll. « Que sais-je ? », 1996

#### En collaboration
- avec Hubert Guillotel, La Bretagne des saints et des rois : Ve – Xe siècle, Edilarge, 1984, Rennes ; également édité par Ouest France (1984), collection Ouest France université,  (ISBN 2-85882-613-7), 423 p
- avec Noël-Yves Tonnerre, La Bretagne féodale, Edilarge, 1986, Rennes, 2007 ; également édité par Ouest France, 2001,  (ISBN 2-7373-0014-2), 427 p
- avec Jacques Le Goff et Jacques Rossiaud, Histoire de la France urbaine, tome II, Le Seuil, 1980, Paris, 2007
- avec Xavier Ferrieu et Sophie Cassagnes-Brouquet, Missel pontifical de Michel Guibé (XVe siècle) : cérémonial du couronnement des ducs de Bretagne
- avec Bernard Merdrignac[6], Les sciences annexes en histoire du Moyen Âge, Presses universitaires de Rennes, 1998, collection Histoire,  (ISBN 2868472958), 231 p
- avec Jacques Le Goff et Jacques Rossiaud, La Ville en France au Moyen Âge : des Carolingiens à la Renaissance, Éditions du Seuil,  (ISBN 2-02-028201-1).
- avec Daniel Pichot (dir.), Des villes à l’ombre des châteaux, naissance et essor des agglomérations castrales en France au Moyen Âge, Actes du colloque de Vitré, 16-17 octobre 2008, Rennes, Presses Universitaires de Rennes, 2010[7].

### Articles
- « Un évêque "martinien" au temps de Clovis : saint Melaine de Rennes », dans Mémoires de la Société archéologique de Touraine, 68, 1997, p. 229-240
- « Francs et Bretons pendant la première moitié du VIe siècle : avant la rupture », dans M. Rouche (directeur), Clovis, histoire et mémoire, 1, Le baptême de Clovis. L'événementParis, Presses de l'Université de Paris-Sorbonne, 1997, p. 899-915
- « La naissance du réseau urbain dans l'ouest de la France au XIe siècle et le rôle du pouvoir", dans J. Jarnut, P. Johanek (directeurs), Die Frühgeschichte der europäischen Stadt im 11. Jahrhundert, Cologne-Weimar-Vienne : Bölhau Verlag, 1998, p. 119-134
- avec Hubert Guillotel et B. Tanguy, « Société et économie", dans Cartulaire de l'abbaye de Redon, IXe – XIe siècle, Rennes : Association des amis des archives historiques des diocèses de Rennes, Dol et Saint-Malo, 1998, p. 9-98
- « Un prototype de commune au service des Capétiens : la charte de Dreux (1180) », dans J. Kerhervé, A. Rigaudière (directeurs), Finances, pouvoirs et mémoire, hommages à Jean Favier, Paris : Fayard, 1999, p. 159-169
- « Le mouvement communal en France aux XIe et XIIe siècles ; ses éléments constitutifs et ses relations avec le pouvoir royal », dans Bonnes villes du Poitou et des pays charentais (XIIe – XVIIIe siècle) dir. R. Favreau, R. Reich et Y. J. Riou, (Mémoires de la Société des Antiquaires de l'Ouest, 5e série, t. VIII), 2002, p. 9-24
- « Les chanoines augustins en Bretagne au XIIe siècle: des proto-mendiants ? », dans Religion et mentalités au Moyen Âge - Mélanges en l'honneur d'H. Martin, dir. S. Cassagnes-Brouquet et alii, Rennes, PUR, 2003, p. 133-144
- « Un millénaire : la bataille de Conquereuil (992) et sa place dans l'histoire politique et militaire de la Bretagne », dans Mémoires de la Société d'histoire et d'archéologie de la Bretagne, 70, 1993, p. 365-384
- « Immunités, franchises et communes : les libertés dans l'ouest de la France (XIe – XIIIe siècles) », dans Liberté et libertés. VIIIe centenaire de la charte des franchises d'Aoste, Aoste, 1993, p. 55-72
- « Un défrichement en Bretagne à la fin du XIe siècle : histoire économique et géographie féodale », dans J.-M. Duvosquel, E. Thoen (directeur), Peasants et Townsmen in Medieval Europe. Studia in honorem Adriaan VerhulstGet, 1995, p. 429-444
- « La "guerre des bourgs". Concurrence châtelaine et patrimoine monastique dans l'ouest de la France (XIe – XIIe siècles) », dans É. Mornet (directeur), Campagnes médiévales : l'homme et son espace (900-1350). Études offertes à Robert Fossier, Paris : Publications de la Sorbonne, 1995, p. 501-512
- « La mise en valeur des marais de Dol : le témoignage des textes », dans L. Langouët (directeur), Baie du Mont-Saint-Michel et marais de Dol. Milieux naturels et peuplements dans le passé, Saint-Malo, Centre régional d'archéologie d'Alet, 1995, p. 101-109
- « Métairie et métayage en Bretagne depuis les origines : essai de synthèse », dans A. Karlowska-Kamsova, J. Kowalski (directeurs), Bretagne-Pologne : la tradition médiévale aux temps modernes, Poznan, 1995, p. 21-35
- « L'embellie médiévale », dans A. Croix (directeur), Bretagne. Images et histoire, Rennes : Apogée, 1996, p. 59-70
- « Le pouvoir et les hommes du IXe au milieu du XIVe siècle », dans A. Croix (directeur), Bretagne. Images et histoire, Rennes : Apogée, 1996, p. 49-58
- « La Milesse, Melesse et Milizac : contribution à la localisation d'Osismis », dans Bretagne et pays celtiques. Langues, histoire, civilisation. Mélanges Léon Fleuriot, Saint-Brieuc-Rennes, 1991, p. 87-92
- « L'emplacement de l'église Saint-Pierre-du-Marché à Rennes au Moyen Âge », dans Charpiana, Mélanges J. Charpy, Rennes, 1991, p. 151-158
- « Le médiéviste et l'espace : la ville en France du Xe au XIIIe siècle », dans Géopoint 90. Histoire, temps et espace, Avignon, 1991, p. 99-105
- « Les communautés urbaines dans le nord et le centre de la France (XIe – XIIIe siècle) », dans 17e Congrès international des sciences historiques. Rapportst. 1, Madrid, 1991, p. 278-279
- « Une grange cistercienne à la fin du XIIIe siècle », dans Histoire et société. Mélanges offerts à George Duby, 2, Le tenancier, le fidèle et le citoyen, Aix-en-Provence, 1992, p. 59-69
- « Le paysage urbain vers l'an Mil », dans M. Parisse, X. Barral I Altet (directeur), Le roi de France et son royaume autour de l'an Mil, Paris, Picard, 1992, p. 156-163
- « L'anthroponymie bretonne », dans P. Chareille, M. Bourin (directeur), Genèse médiévale de l'anthroponymie moderne, 2/1, Persistances du nom unique. Le cas de la Bretagne. L'anthroponymie des clercs, Tours, Publications de l'Université de Tours, 1992, p. 9-40
- « Le mouvement communal : milieu urbain et pouvoir en France du XIe au XIIIe siècle », dans 17e Congrès international des sciences historiques, 1, Section chronologique, Madrid, 1992, p. 108-122
- « Nantes, d'Alain Barbetorte à Pierre Mauclerc, Xe – XIIIe siècles », dans A. Croix (dir.), Du sentiment de l'histoire dans une ville d'eau : Nantes, Thonon : L'Albaron, 1992, p. 11-28

## Sources
- Notice biographique des PUF, consultée le 10 mai 2008